# Mezinárodní ententa radikálních a podobných demokratických stran
Mezinárodní ententa radikálních a podobných demokratických stran (francouzsky: Entente internationale des partis radicaux et des partis démocratiques similaires), známá též jako Radikální internacionála, byla mezinárodní internacionála sdružující radikální a sociálně liberální politické strany, která existovala v letech 1924 až 1938.

## Historie
Vznik organizace byl mimo jiné motivován potřebou vytvoření mezinárodního společenství radikálních a středových politických stran po vzoru konkurenční Socialistické dělnické internacionály, kterou v roce 1923 vytvořili sociálně demokratické politické strany. První plány na zřízení mezinárodní organizace reprezentující klasickou radikální politiku sahají již do doby před první světovou válkou, kdy byla taková organizace plánována z iniciativy dánské Radikální liberální strany. Společná dohoda na utvoření internacionály byla dosažena v roce 1923 na sjezdu Meziparlamentní unie v Kodani, především z iniciativy delegace dánských radikálů a německých demokratů, kteří se dohodli s francouzskou delegací radikálních socialistů v čele s poslancem Édouardem Herriotem. Ten se chopil iniciativy a o rok později u příležitosti konání dalšího sjezdu Meziparlamentní unie v Ženevě dohodl finální ustavení organizace. První ustavující sjezd Mezinárodní ententy radikálních a podobných demokratických stran se konal 29. srpna 1924 v Ženevě. Do čela organizace se postavil nositel Nobelovy ceny za mír Ferdinand Buisson, který se poté stal prvním prezidentem výkonného výboru. V říjnu 1924 pak byly na prvním kongresu v Boulogne-sur-Mer schváleny organizační stanovy.
Postupně vstupující členské a sdružené politické strany pocházeli z Belgie, Bulharska, Československa, Dánska, Finska, Francie, Nového Zélandu, Německa, Nizozemska, Norska, Polska, Rumunska, Řecka, Spojeného království, Švédska, Švýcarska, Lucemburska, Turecka, Maďarska a Litvy a v rámci organizace působili také přidružení exiloví politici z Ukrajiny a Itálie.
V roce 1938 organizace v souvislosti s mezinárodní krizí přestala fungovat a zanikla. V roce 1947 řada z jejich původních členských stran založila širší nástupnickou organizaci Liberální internacionála.

## Ideová základna
Ideově organizace stála na základech demokratického klasického radikalismu. Ten v reakci na první světovou válku stál na ideovém antimilitarismu, který měl být upevňován mezinárodní spoluprací především na půdě Společnosti národů a podporou demokratických hodnot. V ekonomické oblasti byl postoj internacionály ovlivněn dohodou o levo-středové sociálně liberální politice mezi francouzskými radikálními socialisty a britskou Liberální stranou, která postupně odvrhla manchesterský liberalismus 19. století. Na kongresu v Aténách v roce 1931 byl schválen nový program, který volal po odzbrojení evropských mocností, řešení mezinárodních sporů formou arbitráží, spolupráci v zemědělské politice a dokonce vytyčil i cíl jejich mezinárodní politiky, kterým byl projekt nazvaný Evropská unie. Ten byl inspirovaný projevem o sjednocené Evropě francouzského premiéra Aristida Brianda, který zformuloval v září 1929 na půdě Valného shromáždění Společnosti národů v Ženevě.

## Organizační struktura
Výkonný výbor skládající se ze zástupců členských politických stran byl volen na mezinárodních kongresech, kam jednotlivé členské strany vysílaly své delegáty. V jeho čele stál prezident organizace. Organizační záležitosti pak řídil jemu podřízený generální tajemník. Předsedajícím jednotlivých kongresů byl zpravidla člen z hostitelské strany, mezi nimi například David Lloyd George, Erich Koch-Weser, Peter Rochegune Munch či Alexandros Papanastasiou. Od listopadu 1924 francouzskou delegaci zastupoval Francouzský výbor pro mezinárodní demokratickou spolupráci, který mimo hlavní radikální socialisty zastupoval i další strany, sdružené především ve francouzské volební koalici Kartel Levice premiéra Édouarda Herriota. Ve vedení organizace působili významní politici jako Édouard Pfeiffer či Éliane Braultová. Od roku 1929 byl jedním z místopředsedů výkonného výboru Antonín Uhlíř. Organizace sídlila v pařížském paláci radikálně socialistické strany ve čtvrti Rue de Valois v 1. pařížském obvodě.

## Činnost
Na sjezdu výkonného výboru v září 1927 v Berlíně bylo rozhodnuto o novém programovém úsilí o světovou mezinárodní reformu školství. V souvislosti se vstupem Německa do Společnosti národů v září 1926, bylo navrženo odstranění problematických částí školních osnov a zasypání především francouzsko-německých historických reminiscencí prostřednictvím úpravy učebnic dějepisu. Byl schválen požadavek na celosvětový standard minimální doby 8 let povinné školní docházky. Dalším bodem byla implementace některých demokratických hodnot do základního školství a podpora užší mezinárodní vědecké spolupráce prostřednictvím Mezinárodního výboru pro vědeckou spolupráci, v jehož vedení působili vědci jako Henri Bergson, Albert Einstein či Marie Curie-Skłodowská. Tento program byl poté na pozdějším kongresu v Paříži potvrzen jako závazný pro členské politické strany, které jej měli poté co byl návrh prosazen Valným shromážděním Společnosti národů upevnit v národních legislativách.
Úspěchem Mezinárodní ententy na půdě Společnosti národů bylo v roce 1930 zřízení Nansenova mezinárodního úřadu pro uprchlíky, který později v roce 1938 získal Nebolovu cenu za mír. Agendu uprchlíků dostala v organizaci na starosti členka nejvyššího vedení Mezinárodní ententy Éliane Braultová, která prosadila do agendy ententy novou strategii odporu vůči narůstající hrozbě fašistických mocností. Na půdě Společnosti národů prosazovala ideový mechanismus sankcí na agresivní státy, které porušují mezinárodní právo. Jako delegátka Mezinárodní ententy se v červnu 1936 účastnila Mezinárodní konference pro právo na azyl v Paříži, kde se zasadila o pomoc politickým uprchlíkům prchajícím z Německa tak i ze Španělska, tehdy zužovaného Španělskou občanskou válkou. V této době byla vedoucí redaktorkou hlavního deníku Radikální internacionály L'Entente. S pomocí francouzských prostředků komise pro zahraniční politiku podnikla řadu cest do regionu střední a východní Evropy, kde se snažila mimo jiné pomocí časopisu Voix Européennes prosazovat demokratické hodnoty nezávislosti a svobody, kterými se snažila bojovat proti narůstajícímu vlivu německé a italské zahraniční politiky v podunajském regionu a na Balkáně. Po vstupu Sovětského svazu do Společnosti národů v září 1934 se Braultová prostřednictvím kontaktů v mezinárodních organizacích snažila podporovat zlepšování vztahu Sovětského svazu se zeměmi Malé dohody.

## Mládežnická organizace
V roce 1929 po iniciačním kongresu ve Stockholmu, byla na ustavujícím kongresu v Berlíně vytvořena také mládežnická organizace s názvem Mezinárodní ententa mladých radikálů (francouzsky: Entente internationale des jeunesses radicales), jinak známá též jako Mezinárodní svaz radikální, liberální a demokratické mládeže, existující do jejího faktického zániku v roce 1940. V dubnu 1947 se oficiálně tato organizace sloučila do nové Světové federace liberální a radikální mládeže (WFLRY) se sídlem v Londýně, jejímž nástupcem se v roce 1979 stala Mezinárodní federace liberální mládeže (IFLRY) při Liberální internacionále.

## Československé zastoupení
V Československu byla členskou stranou Mezinárodní ententy Československá strana národně socialistická. V souvislosti s posunem strany doleva v době vzniku Československa, na začátku 20. let českoslovenští národní socialisté působili jako pozorovatelská strana v Socialistické dělnické internacionále spolu s Československou sociální demokracií, která byla plným členem. V souvislosti upevněním vedení demokratického proudu předsedy Václava Klofáče, příchodem člena vedení Společnosti národů Edvarda Beneše na pozici místopředsedy strany v roce 1926 a také sloučením středové Národní strany práce do ČSNS se strana odklání od Socialistické dělnické internacionály a kolem roku 1927 vstupuje do Mezinárodní ententy radikálních a podobných demokratických stran. Tato mezinárodní stranická spolupráce byla vnímána jako další pilíř zahraniční politiky spolupráce především s francouzskou vládní Republikánskou, radikální a radikálně socialistickou stranou a Francií, jako nejvýznamnější velmocí a spojencem Československa.
Rok 1938 pak znamená okupaci Československa i přerušení mezinárodní organizace. ČSNS se rozpouští a část strany vstupuje do Strany národní jednoty a část do Národní strany práce. S obnovením ČSNS po osvobození Československa v roce 1945 přicházejí i další snahy mezinárodní stranické spolupráce. V dubnu 1947 jsou zástupci československých národních socialistů vysláni na mezinárodní konferenci do oxfordské Wadham College, kde se podílejí na znění takzvaného Oxfordského manifestu, který vede k vytvoření nové Liberální internacionály. Přichází ale Únor 1948, který mezinárodní působení strany a její svobodný vývoj ukončuje. V lednu 1949 se v Londýně exiloví českoslovenští národní socialisté spolu s dalšími představiteli exilových stran z východního bloku i ze Španělska účastní provolání za svobodu evropských národů a stávají se přidruženými členy Liberální internacionály. V únoru 1949 se exilová ČSNS stává nejsilnější politickou stranou nové Rady svobodného Československa.
V Československu pak dosazené vedení Československé strany socialistické spolu se slovenskou Stranou slobody udržuje vztahy s dalšími satelitními stranami východního bloku. V rámci takzvaného „liberálního socialismu“ spolupracuje např. s východoněmeckou Liberálnědemokratickou stranou Německa nebo polskou Demokratickou stranou.

## Kongresy
- 1924: Boulogne-sur-Mer
- 1925: Kodaň
- 1927: Karlsruhe[19]
- 1927: Paříž
- 1928: Londýn
- 1929: Stockholm
- 1931: Athény
- 1932: Amsterdam
- 1933: Sofie
- 1934: Kodaň
- 1935: Londýn
- 1936: Paříž
- 1937: Lucemburk
- 1938: Évian-les-Bains[20]

## Členské a sdružené strany
| Země                | Strana                                                    |
| ------------------- | --------------------------------------------------------- |
| Belgie              | Radikální a radikálně socialistická strana                |
| Bulharsko           | Radikálně demokratická strana                             |
| Československo      | Československá strana národně socialistická               |
| Dánsko              | Radikální liberální strana                                |
| Finsko              | Švédská liberální strana                                  |
| Francie             | Republikánská, radikální a radikálně socialistická strana |
| Francie             | Republikánsko-socialistická strana                        |
| Francie             | Francouzská socialistická strana                          |
| Francie             | Demokratická republikánská aliance                        |
| Litva               | Litevský lidový rolnický svaz                             |
| Lucembursko         | Radikální strana                                          |
| Lucembursko         | Radikální liberální strana                                |
| Maďarské království | Národní radikální strana                                  |
| Maďarské království | Kossuthova strana národní nezávislosti                    |
| Německo             | Německá demokratická strana                               |
| Německo             | Německá státní strana                                     |
| Nizozemsko          | Svobodomyslná demokratická liga                           |
| Norsko              | Radikální lidová strana                                   |
| Nový Zéland         | Spojená strana                                            |
| Polsko              | Polská lidová strana „Wyzwolenie”                         |
| Rumunsko            | Národní rolnická strana                                   |
| Řecko               | Demokratická unie – Agrární strana práce                  |
| Spojené království  | Liberální strana                                          |
| Švédsko             | Svobodomyslná národní asociace                            |
| Švédsko             | Lidová strana                                             |
| Švýcarsko           | Svobodomyslná demokratická strana                         |
| Turecko             | Republikánská lidová strana                               |